# Nous avons toujours vécu au château
Pour plus de détails, voir Fiche technique et Distribution.
Nous avons toujours vécu au château (We Have Always Lived in the Castle) est un thriller américain réalisé et écrit par Stacie Passon et Mark Kruger, adapté du roman du même nom de Shirley Jackson (1962).

## Fiche technique
- Titre original : We Have Always Lived in the Castle
- Titre français : Nous avons toujours vécu au château
- Réalisation :  Stacie Passon et Mark Kruger
- Scénario :
- Direction artistique :
- Décors :
- Costumes :
- Photographie :
- Montage :
- Musique :
- Production :
- Sociétés de production :
- Sociétés de distribution :
- Pays d'origine :  États-Unis
- Langue originale : Anglais
- Genre : thriller
- Durée : 98 minutes
- Date de sortie :
- États-Unis : 19 mai 2019 (national)

## Distribution
- Taissa Farmiga : Merricat Blackwood
- Alexandra Daddario : Constance Blackwood
- Sebastian Stan : Charles Blackwood
- Crispin Glover : Julian Blackwood, oncle de Merricat et Constance
- Paula Malcomson : Helen Clarke
- Peter O'Meara : Sam Clarke
- Peter Coonan : Bobby Dunham
- Anna Nugent : Lucille Wright
- Stephen Hogan : John Blackwood
- Bosco Hogan (en) : Old Ned
- Joanne Crawford :  Stella
- Patrick Joseph Byrnes :  M. Elbert
- Liz O'Sullivan :  Mme Harris
- Ian Toner :  Jim Donnell
- Luan James-Geary :  Sean Harris
- Cormac Melia :  Tim Harris
- Stephen Hogan : John Blackwood, le père de Merricat et Constance
- Maria Doyle-Kennedy : Mme Blackwood, la mère de Merricat et Constance